# Manuel L. Barragán
Manuel Luis Barragán (Monterrey, Nuevo León; 25 de agosto de 1888-Ibidem, 9 de mayo de 1980), fue un empresario mexicano; además fue presidente y fundador de la Cruz Roja en la ciudad de Monterrey.

## Biografía
Manuel L. Barragán Escamilla nació el 25 de agosto de 1888 en la ciudad de Monterrey, Nuevo León. Fue huérfano de padre, y tenía pocas posibilidades de triunfar, pero tuvo una de las carreras empresariales más importantes en la capital neoleonesa durante el siglo XX.
Murió el 9 de mayo de 1980 en su ciudad natal y fue sepultado en el Panteón del Roble.

## Trayectoria
Fue fundador de varias revistas, en el año de 1918 fundó la revista Actitud, un órgano del Círculo Mercantil Mutualista de Monterrey, también fundó las revistas Vida Universitaria y Vida Rural.
De 1929 a 1931 fue director del periódico Excélsior de México.
Fue el creador del semanario Cypsa en Monterrey, que después fue conocido como Preví.
Fue fundador y presidente de la Cruz Roja en la metrópoli y del club Sembradores de Amistad.
Como empresario fue fundador de la empresa Bebidas Mundiales¸ que es conocida en la actualidad como Embotelladoras Arca , siendo la segunda embotelladora de Coca-Cola más grande de México y América Latina.

### Aportaciones a laUANL[5]
Formó parte del Patronato Universitario de Nuevo León desde su creación en 1950, siendo vicepresidente los primeros 8 años, dejando en cargo a Joel Rocha.
Al renunciar Joel Rocha, en 1959 Manuel L. Barragán ocupa la presidencia del patronato, prosiguiendo con la construcción de la Ciudad Universitaria con los Sorteos de la Siembra Cultural, y siguiendo con los inicios en la construcción del Estadio Universitario.
En octubre de 1966 renuncia a la presidencia del Patronato Universitario, pero a la petición del Gobernador del Estado, el Consejo General del Patronato y el Consejo Universitario retirara la renuncia, Barragán continuó con la presidencia del Patronato, hasta 1967.
Don Manuel L. Barragán siempre estuvo dispuesto a cumplir las tareas de servicio a favor de la Universidad.